# Iași (grad)
Iași (mađarski: Jászvásár, njemački: Jassenmarkt, turski: Yaş, hrvatski: Jaš ili Jaši) je drugi grad po veličini u Rumunjskoj i središte rumunjskog dijela povijesne pokrajine Moldavije. Iași je povijesni, kulturni gospodarski i sveučilišni centar istočnog dijela Rumunjske (rumunjske Moldavije).

## Zemljopis
Iași je smješten u središnjem dijelu Moldavije u nizinskom području okružen pobrđem s brojnim šumama i vinogradima. Smatra se da je grad sagrađen na 7 brežuljaka (slično kao Rim). Nalazi se 10 km od rijeke Prut kojom prolazi granica s državom Moldavijom. Kroz Iași teče rijeka Bahlui.

## Povijest
Iași je smješten na mjestu rimskog grada Jassi (Jassiorum municipium). Rimski kamen s tim imenom je kod Osijeka pronašao Matija Petar Katančić (nije sigurno da se radi o Iașiju jer postoje slični rimski nazivi u sjevernoj Hrvatskoj (npr. Aquae Iasae kod Varaždinskih Toplica). Grad je ime dobio po alanskom plemenu Jassi.
Sam grad Iași prvi put spominje moldavski vojvoda Alexandru cel Bun 1408. godine. 1564. je sjedište vojvode preseljeno iz Suceave u Iași, te se otad grad brže razvija kao glavni grad Moldavije. Grad su 1513. poharali Tatari, 1538. Turci, a 1686. Rusi. Usprkos tome se grad razvija kao kulturno i obrazovno središte. 1792. je u Iașiju sklopljen Mirovni ugovor iz Pruta kojim je završen rusko-turski rat.
1862. su se Moldavija i Vlaška ujedinile i stvorile Rumunjsku. Glavni grad nove države je postao Bukurešt, a Iași je izgubio centralnu funkciju. Gubitak se je jače osjetio nakon 2. svj. rata kad je SSSR zauzeo Moldaviju istočno od rijeke Prut (tokom rata su sovjetske snage u Iași-Kišinjevskoj ofenzivi zauzele i razorile grad).

## Stanovništvo i gospodarstvo
Iași je s 315.214 stanovnika drugi grad po veličini u Rumunjskoj. Grad je izrazito nacionalno homogen (98% stanovnika su Rumunji). Postoji 1,2% Roma. U gradu je razvijena trgovina i bankarstvo. Danas se jače razvija IT sektor te izrada softwarea.

## Znamenitosti
Iași je poznat kao vjersko središte i najznačajnije mesto hodočašća na tlu Rumunjske. Ima preko 50 značajnih pravoslavnih crkava. Najznačajnija je Saborna crkva Mitropolije Moldavske, u koju su u 18. stoljeću iz Carigrada prenijete moći svete Petke. U gradu je najstarije rumunjsko kazalište i jedno od najstarijih sveučilišta. Značajan je gradski botanički vrt (jedan od najvećih u Rumunjskoj).
1. ↑  Hrvatski egzonimi – Jaš. egzonimi.lzmk.hr. Pristupljeno 14. svibnja 2025.